# Sciapus penicillatus
Sciapus penicillatus är en tvåvingeart som beskrevs av Becker 1922. Sciapus penicillatus ingår i släktet Sciapus och familjen styltflugor. Inga underarter finns listade i Catalogue of Life.